# Édouard de Macedo
Édouard de Macedo, né autour de l'année 1900 et mort en 1965 au Brésil, est l'un des fondateurs du mouvement Scouts de France, avec le père Jacques Sevin, Paul Coze et le chanoine Antoine-Louis Cornette.

## Biographie
Tertiaire dominicain d’origine brésilienne, Édouard de Macedo est animateur de la « Réunion d’Eylau », groupe de jeunes initié par le chanoine Antoine-Louis Cornette, quand ce dernier crée les « Entraîneurs Catholiques de France » en 1916. Il en devient alors le premier chef.
Deux ans plus tard, il œuvre (avec le père Jacques Sevin, Paul Coze et le chanoine Antoine-Louis Cornette) à la fondation du mouvement de scoutisme catholique Scouts de France, dont il est nommé secrétaire général (puis commissaire général adjoint quelques années plus tard), et participe au premier jamboree mondial. Commissaire de province de l’Île-de-France, il dirige les quatre troupes de Saint-Honoré-d’Eylau (qui deviendront les 1re, 2e, 5e et 6e Paris).
Celui dont le nom de totem est « Hibou pacifique » travaille avec le P. Marcel Forestier à la création de « la Route », et devient le premier commissaire fédéral du mouvement en 1927. Début 1932, il conduit la réorganisation des Scouts de France, prévoyant notamment la création de trois branches.
En 1935, il doit regagner Petropolis, au Brésil, pour des raisons familiales, et serait devenu président de l’association catholique brésilienne de scoutisme. Il ne réapparaît auprès des Scouts de France qu'une seule fois, en 1954. Il meurt au Brésil en 1965.